# Frédéric Coquerel
Frédéric Coquerel est un footballeur français né le 25 novembre 1978 à Bernay. Il est attaquant.

## Biographie
Il arrive en Basse-Normandie de Pont-Audemer, il a joué 36 matchs en Ligue 2 (6 buts) avec le SM Caen entre 2001 et 2003.
Il joue ensuite 1 saison pleine à Beauvais, en National. Le club descend et il s'engage pour le Tours FC en 2004. Avec 6 buts en 36 matchs, il participe aux bons résultats du club tourangeau en National (8e). Il ne reste pourtant qu'une saison et s'engage à Vannes pour la saison 2005-2006. En juillet 2006 il effectue un essai, non concluant, au Stade lavallois. Il y marque en match amical face au Paris SG. Après un passage en CFA à l'US Orléans plutôt réussi, il revient au Vannes Olympique Club où il se blesse rapidement au genou.
Début 2009, il rejoint l'Avenir de Theix, club amateur de DSR, il y joue jusqu'à la fin de la saison 2009/2010 avant de mettre un terme à sa carrière.

## Statistiques
- 36 matchs et 6 buts en Ligue 2
- 91 matchs et 12 buts en National

## Palmarès
- Champion de France de National en 2008 avec le Vannes OC.